# Tepanco de López
Tepanco de López är en kommun i Mexiko.   Den ligger i delstaten Puebla, i den sydöstra delen av landet, 190 km sydost om huvudstaden Mexico City.
Följande samhällen finns i Tepanco de López:
- San Bartolo Teontepec
- San Andrés Cacaloapan
- Miguel Hidalgo
- Barrio Tercero